# Верхние Тубы
Верхние Тубы — хутор в Апшеронском районе Краснодарского края России. Входит в состав Отдалённого сельского поселения.

## География
Хутор расположен чуть выше слияния рек Пшеха и Хахопсе, в 1,5 км к северу от центра сельского поселения — Отдалённый и в 73 км к югу от города Апшеронск. 

## Население
| 2002 | 2010 |
| ---- | ---- |
| 81   | ↘60  |

## Улицы
- ул. Железнодорожная,
- ул. Набережная.